# Cimrutu
Cimrutu is een bestuurslaag in het regentschap Cilacap van de provincie Midden-Java, Indonesië. Cimrutu telt 2839 inwoners (volkstelling 2010).